# Международная федерация переводчиков
Международная федерация переводчиков – ФИТ (Federation internationale des traducteurs — FIT) была основана в 1953 году в Париже Пьером-Франсуа Кайе и объединяет переводчиков более пятидесяти стран. ФИТ — профессиональная, неполитическая, не преследующая коммерческих целей международная организация. Её цели: объединение переводческих организаций разных стран, сбор и передача организациям-членам полезной для них информации, укрепление связей между национальными организациями в интересах их переводчиков, защита моральных и материальных прав переводчиков в мире, пропаганда перевода как профессии и искусства, совершенствование статуса переводчика в обществе. 
Высшим органом ФИТ является всемирный конгресс, собираемый каждые три года. Избранный на конгрессе Совет ФИТ формирует Бюро для руководства повседневной деятельностью ФИТ. Штаб-квартира ФИТ находится в Париже.